# Vamos Brincar com a Turma da Mônica
Vamos Brincar com a Turma da Mônica é uma série de animação via streaming brasileira baseada nos personagens criados por Mauricio de Sousa, com animação do estúdio Hype Animation em coprodução com os canais Gloob, Gloobinho e Mauricio de Sousa Produções. 
Foi lançada pelo aplicativo pré-escolar Giga Gloob em 12 de outubro de 2022 e posteriormente pelo streaming Globoplay em 11 de julho de 2023. Com 52 episódios, é uma reimaginação dos personagens centrais das histórias em quadrinhos da Turma da Mônica em um contexto pré-escolar.
Na TV paga, a série está em exibição pelo canal infantil Gloobinho desde 12 de outubro de 2023, e pelo Gloob, através do bloco Família Gloob em 6 de janeiro e 5 de outubro de 2024, mas retornou em 11 de janeiro de 2025 (apenas na exibição da 2ª temporada).

## Sinopse
Mônica, Cebolinha, Milena, Magali e Cascão são cinco amigos muito unidos, com quatro anos de idade. Eles se reúnem todos os dias na casa da Mônica, para brincarem juntos enquanto seus pais trabalham. Juntas, as crianças vivem alegrias e conflitos regados de risadas, brincadeiras e muita música, provando que toda boa história pede um ótimo começo! 
Entre pequenas aventuras no quintal, atividades no quarto de brincar e descobertas inesperadas sobre como o mundo funciona, o início da vida da turminha é observado, narrado e comentado por Sansão, o coelho de pelúcia de estimação de Mônica. Ele não apenas sabe falar, como também conversa com o público e media debates sobre o tema do dia com outras três crianças da mesma faixa de idade: Jeremias, Denise e Do Contra. Cada um deles sempre traz uma forma particular de pensar cada assunto.

## Elenco
| Personagem | Atriz/Ator          |
| ---------- | ------------------- |
| Mônica     | Taís Feijó          |
| Magali     | Simone Evans        |
| Cebolinha  | Ana Paula Schneider |
| Cascão     | Nany Assis          |
| Sansão     | Lipe Volpato        |
| Milena     | Pamella Rodrigues   |
| Jeremias   | Victória Kuhl       |
| Denise     | Lucila Bach         |
| Do Contra  | Gabriela Yagui      |
| Dona Luisa | Marli Bortoletto    |

## Produção
A série foi anunciada e divulgada durante a edição de 2017 da Comic Con Experience em São Paulo. No ano seguinte, a MSP anunciou que a série estrearia nos canais Gloob e Gloobinho em 2020. Os primeiros dez episódios da produção foram disponibilizados no aplicativo Giga Gloob em 12 de outubro de 2022. Enquanto os dois primeiros estavam abertos para visualização gratuita (e foram posteriormente disponibilizados no canal da Turma da Mônica no YouTube), os demais eram exclusivos para assinantes da plataforma, descontinuada pela Globo em 10 de julho de 2023.
No dia seguinte ao encerramento do Giga Gloob, os primeiros dez episódios da primeira temporada entraram no catálogo do streaming Globoplay, que passou a ser a janela inicial de novos episódios. A segunda parte da primeira temporada, com 16 episódios, foi lançada na plataforma em 12 de outubro, no mesmo dia que a série estreou no canal pago Gloobinho.
Em 23 de julho de 2024, foi anunciado o retorno para a segunda temporada, produzida juntamente da primeira. Dividida em duas partes de 13 episódios cada, ela foi lançada no Globoplay em 20 de agosto e e 19 de dezembro do mesmo ano.

## Episódios

### Resumo
| Temporada | Temporada | Episódios | Episódios              | Originalmente exibido  | Originalmente exibido |
| Temporada | Temporada | Episódios | Episódios              | Estreia da temporada   | Final da temporada    |
| --------- | --------- | --------- | ---------------------- | ---------------------- | --------------------- |
|           | 1         | 26        | 10                     | 12 de outubro de 2022  | 22 de outubro de 2022 |
| 16        | 1         | 26        | 12 de outubro de 2023  | 12 de outubro de 2023  |                       |
|           | 2         | 26        | 13                     | 20 de agosto de 2024   | 20 de agosto de 2024  |
| 13        | 2         | 26        | 19 de dezembro de 2024 | 19 de dezembro de 2024 |                       |

### 1ª Temporada
| N.º na série | N.º na temp. | Título                             | Lançamento original   | Exibição original     |
| --- | ------------ | ---------------------------------- | --------------------- | --------------------- |
| 1 | 1            | "Caça ao Tesouro"                  | 12 de outubro de 2022 | 12 de outubro de 2023 |
| A turma tem dificuldade para interpretar as pistas de uma caça ao tesouro. Mônica, cada vez mais aflita e apressada, tenta dar dicas extras, contrariando os amigos, que quase desistem de encontrar o misterioso "tesouro que desaparece".                |              |                                    |                       |                       |
| 2 | 2            | "O Monstro do Escuro"              | 12 de outubro de 2022 | 12 de outubro de 2023 |
| Durante uma festa do pijama, um barulho misterioso e uma sombra assustadora não deixam Cascão dormir. Seu medo contagia a turma toda, que foge para a sala, mas percebem que Magali ficou para trás. Agora eles devem vencer o medo para salvar a amiga.   |              |                                    |                       |                       |
| 3 | 3            | "De Quem É Esse Passarinho?"       | 12 de outubro de 2022 | 13 de outubro de 2023 |
| Um passarinho de pelúcia cai no quintal da Mônica e mobiliza a turma, que se apega ao bichinho. Mas ao ouvir o choro da criança vizinha que perdeu seu brinquedo, o grupo precisa decidir se fica com ele ou, apesar da saudade, devolve ao dono.          |              |                                    |                       |                       |
| 4 | 4            | "Maga Magali e a Menina Invisível" | 12 de outubro de 2022 | 13 de outubro de 2023 |
| Em uma brincadeira de mágica, Milena desafia Magali a fazê-la sumir e se esconde da turma, convencendo-a de que a mágica deu certo. Até que a turma descobre a pegadinha e inverte a brincadeira, fazendo Milena acreditar que ficou invisível de verdade. |              |                                    |                       |                       |
| 5 | 5            | "A Surpresa"                       | 12 de outubro de 2022 | 16 de outubro de 2023 |
| Mônica descobre que é o aniversário de Milena e agita a turma para fazer uma surpresa. No entanto, a curiosidade de Milena é tanta que a menina fica tentando descobrir o que eles estão fazendo e atrapalha os planos.                                    |              |                                    |                       |                       |
| 6 | 6            | "Etebolinha"                       | 12 de outubro de 2022 | 16 de outubro de 2023 |
| Cebolinha brinca de ser Etebolinha, um visitante de outro planeta, e a Turma adora. Até que ele cansa de interpretar o personagem, e a turma insiste para ele continuar até perceber que, daquele jeito, a brincadeira já não é mais divertida.            |              |                                    |                       |                       |
| 7 | 7            | "Dino Coleção"                     | 12 de outubro de 2022 | 17 de outubro de 2023 |
| No dia do brinquedo favorito, Milena traz sua coleção de dinossauros para brincar com a Turma. Mas na hora de emprestar, ela fica reticente e se desentende com Cebolinha que, acidentalmente, acaba quebrando um dos dinossauros.                         |              |                                    |                       |                       |
| 8 | 8            | "Brinqueão"                        | 12 de outubro de 2022 | 17 de outubro de 2023 |
| Em uma brincadeira, a turma vai parar em cima do Brinquedão, mas na hora de descer pelo escorregador, Milena trava. Ela confessa que, apesar de ter muita vontade de escorregar, ela tem muito medo, e os amigos tentam ajudá-la a vencê-lo                |              |                                    |                       |                       |
| 9 | 9            | "A Maga das Cores"                 | 12 de outubro de 2022 | 18 de outubro de 2023 |
| Mônica e Milena brincam de ser magas enquanto o resto da turma pinta quadrinhos. Até que Cebolinha percebe que parte de sua pintura mudou de cor misteriosamente, e a turma tenta descobrir se as magas foram as responsáveis pela transformação.          |              |                                    |                       |                       |
| 10 | 10           | "O Dono da História"               | 22 de outubro de 2022 | 18 de outubro de 2023 |
| Cebolinha põe a Turma para dar vida ao seu conto favorito, "Os Três Porquinhos". Mas na encenação, eles tomam a liberdade de mudar detalhes da história, irritando Cebolinha, que tenta de todos os jeitos manter o controle da brincadeira de teatro.     |              |                                    |                       |                       |
| 11 | 11           | "Doidobol"                         | 12 de outubro de 2023 | 19 de outubro de 2023 |
| A turma se diverte com um novo jogo: o Doidobol. Os participantes têm que passar um balão um para o outro, sem deixar estourar ou cair no chão. Porém, o jogo acaba perdendo toda a sua graça quando Mônica fica com medo de estourar o último balão.      |              |                                    |                       |                       |
| 12 | 12           | "O Tesouro e a Lua"                | 12 de outubro de 2023 | 19 de outubro de 2023 |
| Cascão, Milena e Cebolinha brincam de piratas, até que Cascão percebe Mônica e Magali se divertindo no quintal fingindo serem astronautas. Animado, ele decide participar secretamente das duas brincadeiras.                                              |              |                                    |                       |                       |
| 13 | 13           | "O Pote de Ouro do Arco-Íris"      | 12 de outubro de 2023 | 20 de outubro de 2023 |
| Depois de um dia de chuva, a turma descobre um lindo arco-íris e embarca em uma jornada à procura do pote de ouro em seu final, que pode dar tudo o que as crianças quiserem.                                                                              |              |                                    |                       |                       |
| 14 | 14           | "A Coleção"                        | 12 de outubro de 2023 | 20 de outubro de 2023 |
| A turma planta grãozinhos de feijão em algodõezinhos, o que inspira todos a começar uma nova coleção de folhinhas de árvores. No dia seguinte, quando percebem que as folhas murcharam, os amigos descobrem tudo sobre a magia do ciclo da natureza.       |              |                                    |                       |                       |
| 15 | 15           | "Uma Grande Mentirinha"            | 12 de outubro de 2023 | 23 de outubro de 2023 |
| Sem querer, Magali joga Sansão no quintal do vizinho e para não contar à Mônica o que aconteceu, inventa algumas mentirinhas que acabam se tornando brincadeiras. Apesar de toda diversão, Magali não conseguirá esconder a verdade por muito tempo.       |              |                                    |                       |                       |
| 16 | 16           | "O Animal Incrível"                | 12 de outubro de 2023 | 23 de outubro de 2023 |
| Durante um jogo de mímica, a turma imita os mais diferentes tipos de animais. Mas com a ajuda de Milena e de um pequeno gafanhoto, aprendem que olhando com atenção e imaginação, todos os bichinhos podem ser ainda mais incríveis do que já são.         |              |                                    |                       |                       |
| 17 | 17           | "Sr. Trevinho"                     | 12 de outubro de 2023 | 24 de outubro de 2023 |
| Toda a turma se diverte em um circuito de brincadeiras no quintal. Todos, menos Mônica, que não consegue completar o desafio de jeito nenhum. |              |                                    |                       |                       |
| 18 | 18           | "O Mundo de Milena"                | 12 de outubro de 2023 | 24 de outubro de 2023 |
| Milena é a primeira a chegar para brincar na casa de Mônica. Entretanto, mesmo esperando sozinha pelo resto da turma, nada pode parar a incrível imaginação da menina, que se diverte muito com mundos incríveis e personagens imaginários.                |              |                                    |                       |                       |
| 19 | 19           | "Cebolão"                          | 12 de outubro de 2023 | 25 de outubro de 2023 |
| Cebolinha fica chateado ao perceber que não é tão alto como imaginava. Na verdade, ele é um dos mais baixinhos da turma. Então, ele usa um brinquedo para crescer de tamanho, mas acaba descobrindo que seu jeitinho único é bem melhor do que ser alto.   |              |                                    |                       |                       |
| 20 | 20           | "Presente Especial"                | 12 de outubro de 2023 | 25 de outubro de 2023 |
| A turma decide fazer presentes para comemorar a volta de Cebolinha, que passou alguns dias doente em sua casa. Mas mesmo com muitas tentativas, Cascão parece não achar o presente ideal para dar ao seu amigão.                                           |              |                                    |                       |                       |
| 21 | 21           | "A Pipa... Pipocou"                | 12 de outubro de 2023 | 26 de outubro de 2023 |
| Numa brincadeira de pipa, Cascão se declara um especialista em pipas. O problema é que, mesmo com tanta experiência, ele não consegue fazer pipa alguma voar. Orgulhoso, Cascão não aceita ajuda, o que pode estragar a tarde de brincadeiras.             |              |                                    |                       |                       |
| 22 | 22           | "O Gigante"                        | 12 de outubro de 2023 | 26 de outubro de 2023 |
| Depois de descobrir uma lupa dentro de uma caixa de brinquedos, Cascão passa a acreditar que está se transformando em um gigante e faz com que o resto da turma também acredite nisso. Porém, Milena explica como o objeto funciona.                       |              |                                    |                       |                       |
| 23 | 23           | "O Engraçadinho"                   | 12 de outubro de 2023 | 27 de outubro de 2023 |
| Mônica e Magali brincam do jogo do sério até que Cebolinha decide fazer Magali rir, acabando com a brincadeira. Mônica desafia o amigo a arrancar uma risada sua, Cebolinha aceita a proposta, sem considerar que pode ser mais difícil do que imaginava.  |              |                                    |                       |                       |
| 24 | 24           | "Os 3 Desejos de Cascão"           | 12 de outubro de 2023 | 27 de outubro de 2023 |
| Enquanto Mônica organiza coisas para a doação, Cascão descobre um objeto muito parecido com uma lâmpada mágica. Mas quando a lâmpada não funciona, Magali se faz de gênio para conceder três pedidos ao amiguinho.                                         |              |                                    |                       |                       |
| 25 | 25           | "Cebolinha e o Robô"               | 12 de outubro de 2023 | 30 de outubro de 2023 |
| A turma brinca de montar um robô de papelão. Enquanto todos se divertem, Cebolinha tem problemas em montar a sua parte, mas se recusa a pedir ajuda aos amiguinhos.                                                                                        |              |                                    |                       |                       |
| 26 | 26           | "Cascão Não Gosta de Brócolis?"    | 12 de outubro de 2023 | 30 de outubro de 2023 |
| É hora do lanche. Porém, quando Cascão se recusa a comer brócolis, mesmo sem nunca ter provado, seus amigos fazem de tudo para que ele experimente a comida antes de se decidir se realmente gosta ou não gosta do vegetal.                                |              |                                    |                       |                       |

### 2ª Temporada
| N.º na série | N.º na temp. | Título                          | Lançamento original    | Exibição original      |
| --- | ------------ | ------------------------------- | ---------------------- | ---------------------- |
| 27 | 1            | "Bolabolê"                      | 20 de agosto de 2024   | 2 de dezembro de 2024  |
| Magali joga futebol, mas os amigos a consideram café-com-leite. Ela se diverte com o bambolê e se torna especialista. Quando a Turma precisa de ajuda, é sua habilidade que salva.    |              |                                 |                        |                        |
| 28 | 2            | "A Dança do Polvo"              | 20 de agosto de 2024   | 3 de dezembro de 2024  |
| Magali e Cascão brincam de “O Mestre Mandou” e ela cria a Dança do Polvo, fazendo o amigo rir muito. Agora a Turma toda quer aprender a dança. Será que ela vai se soltar de novo?    |              |                                 |                        |                        |
| 29 | 3            | "Quem Quer Ser Um Campeão?"     | 20 de agosto de 2024   | 4 de dezembro de 2024  |
| Após perder no Pesca Peixe e Estátua, Cebolinha, inconformado, muda a brincadeira. Um novo desafio surge e ele se pergunta: será que agora conseguirá ser o melhor em saber perder?   |              |                                 |                        |                        |
| 30 | 4            | "Quebrou!"                      | 20 de agosto de 2024   | 5 de dezembro de 2024  |
| Milena constrói a pista mais difícil para a Turma brincar de carrinho, mas ele quebra e todos ficam desanimados. Magali reutiliza as peças e cria uma brincadeira ainda mais legal!   |              |                                 |                        |                        |
| 31 | 5            | "O Melhor Brinquedo"            | 20 de agosto de 2024   | 6 de dezembro de 2024  |
| Cebolinha ganha um caminhão de controle remoto, brinquedo dos sonhos, e, empolgado, se isola da Turma. Será que ele conseguirá dividir o brinquedo novo e se divertir com os amigos?  |              |                                 |                        |                        |
| 32 | 6            | "Piscina de Dinossauro"         | 20 de agosto de 2024   | 9 de dezembro de 2024  |
| Milena e Cebolinha constroem uma piscininha para dinossauros, mas ela sempre esvazia. Eles acusam a Turma de roubar a água, mas aprendem que não é legal culpar sem provas.           |              |                                 |                        |                        |
| 33 | 7            | "Tchau, Soluço!"                | 20 de agosto de 2024   | 10 de dezembro de 2024 |
| Magali tem um soluço persistente e a Turma tenta algumas estratégias para ajudar. Mas nada funciona. A solução que encontram é aquela que eles menos esperavam: o susto.              |              |                                 |                        |                        |
| 34 | 8            | "A Invasora"                    | 20 de agosto de 2024   | 11 de dezembro de 2024 |
| A Turma se assusta quando uma borboleta entra na sala de brincar, mas logo percebe que ela só quer voltar para casa. As crianças precisam encontrar a melhor forma de ajudá-la!       |              |                                 |                        |                        |
| 35 | 9            | "Nossa Praia"                   | 20 de agosto de 2024   | 12 de dezembro de 2024 |
| Com a ida à praia cancelada, Cascão se alegra e cria uma praia seca na sala. Mas, tristonhos, todos se recusam a brincar. Será que, juntos, eles vão conseguir aproveitar o dia?      |              |                                 |                        |                        |
| 36 | 10           | "Motoristas Atraplhados"        | 20 de agosto de 2024   | 13 de dezembro de 2024 |
| Quando os carrinhos de plástico quebram, a Turma começa a brincar com carrinhos de papelão. Cebolinha e Milena brincam de um jeito, mas Mônica e Cascão querem brincar de outro.      |              |                                 |                        |                        |
| 37 | 11           | "Dia de Calor"                  | 20 de agosto de 2024   | 16 de dezembro de 2024 |
| Em um dia de sol, a Turminha brinca de jardinagem, mas esquece uma plantinha no sol e ela murcha. Eles aprendem a importância de curtir o calor com diversão e responsabilidade.      |              |                                 |                        |                        |
| 38 | 12           | "Fadas de Sabão"                | 20 de agosto de 2024   | 17 de dezembro de 2024 |
| Mônica e Cebolinha soltam bolas de sabão, enquanto Magali, Milena e Cascão encontram lindas fadinhas no quintal. Um mal-entendido surge, mas com diversão, tudo se resolve rápido!    |              |                                 |                        |                        |
| 39 | 13           | "Olha o Passarinho!"            | 20 de agosto de 2024   | 18 de dezembro de 2024 |
| Milena chega com uma câmera e um lindo passarinho azul aparece no quintal. A Turma passa a tarde tentando fotografá-lo, mas é a diversão que fica registrada na memória e no coração. |              |                                 |                        |                        |
| 40 | 14           | "Quem Procura, Acha!"           | 19 de dezembro de 2024 | 19 de dezembro de 2024 |
| Após ganhar uma caixinha de música da avó, Magali a perde na sala de brincar e acha que sumiu para sempre. Seus amigos a ensinam uma valiosa lição sobre cuidado e atenção.           |              |                                 |                        |                        |
| 41 | 15           | "Milena Dorminhoca"             | 19 de dezembro de 2024 | 19 de dezembro de 2024 |
| A Turma acorda animada para brincar, exceto Milena, que teve uma noite mal dormida. Será que mesmo com tanta vontade de brincar, ela finalmente deixará o sono vir?                   |              |                                 |                        |                        |
| 42 | 16           | "Padaria da Mônica e da Magali" | 19 de dezembro de 2024 | 20 de dezembro de 2024 |
| Durante uma brincadeira de Padaria, Mônica e Magali fazem lindas sobremesas de massinha. A Turma elege uma como a preferida, mas elas percebem que brincar juntas é muito melhor.     |              |                                 |                        |                        |
| 43 | 17           | "É Hora de Acampar!"            | 19 de dezembro de 2024 | 20 de dezembro de 2024 |
| A Turminha está animada com a nova cabaninha. No entanto, logo no início, a cabaninha desmorona. Será que, juntos, os amigos conseguem reerguer a brincadeira?                        |              |                                 |                        |                        |
| 44 | 18           | "Atchim!"                       | 19 de dezembro de 2024 | 23 de dezembro de 2024 |
| Mônica parece resfriada e começa a espirrar. Ela insiste em continuar a brincadeira, mas seus amigos terão que ir embora. Será que, mesmo assim, eles vão achar um jeito de brincar?  |              |                                 |                        |                        |
| 45 | 19           | "Bracinho Enfaixado"            | 19 de dezembro de 2024 | 23 de dezembro de 2024 |
| Cebolinha está com o braço enfaixado e a Turma faz de tudo para não o machucar durante as brincadeiras. Será que eles conseguem achar uma brincadeira divertida para todos?           |              |                                 |                        |                        |
| 46 | 20           | "Como é que a Banda Toca?"      | 19 de dezembro de 2024 | 24 de dezembro de 2024 |
| A Turma brinca de reciclar sucata em formato de instrumentos musicais. Cascão e Cebolinha fazem muito barulho com flauta e guitarra e as meninas explicam que barulho não é música.   |              |                                 |                        |                        |
| 47 | 21           | "A Imitadora"                   | 19 de dezembro de 2024 | 24 de dezembro de 2024 |
| Com fantasia de fada, Mônica é eleita a melhor! Até que Milena chega de Exploradora e rouba a cena. Mônica se veste igual à amiga. Mas será que precisa imitar alguém para ser amada? |              |                                 |                        |                        |
| 48 | 22           | "Rolezinho da Arrumação"        | 19 de dezembro de 2024 | 25 de dezembro de 2024 |
| Mônica precisa pausar o dia de diversão para arrumar o quarto. A Turma tenta brincar em cima da bagunça, mas até a brincadeira fica chata assim. O jeito é brincar de arrumar!        |              |                                 |                        |                        |
| 49 | 23           | "Arraiar da Turminha"           | 19 de dezembro de 2024 | 25 de dezembro de 2024 |
| O arraiar da Turminha começa e Magali logo nota as deliciosas comidinhas típicas. Mas, antes de comer, é hora de brincar! Será que ela conseguirá esperar para se deliciar?           |              |                                 |                        |                        |
| 50 | 24           | "O Pãozinho"                    | 19 de dezembro de 2024 | 26 de dezembro de 2024 |
| A Turma aprende a fazer pãezinhos com o pai de Mônica, mas Magali se desespera ao saber que a massa precisa descansar por uma hora. Com tanta fome, como ela conseguirá esperar?      |              |                                 |                        |                        |
| 51 | 25           | "Uma Coisa Especial"            | 19 de dezembro de 2024 | 26 de dezembro de 2024 |
| A Turma mostra seus bens mais especiais! E Mônica fica chateada: já mostrou o Sansão e não tem nada de novo. O que ela não imagina é que seus bens mais preciosos são seus amigos.    |              |                                 |                        |                        |
| 52 | 26           | "Dia Perfeito"                  | 19 de dezembro de 2024 | 27 de dezembro de 2024 |
| Denise, Do Contra e Jeremias chegam para brincar, mas a Turma saiu. Denise quer tudo perfeito para esse encontro, mas logo percebe que perfeito mesmo é ter os amigos por perto!      |              |                                 |                        |                        |

## Prêmios
| Ano  | Prêmio                                 | Categoria                           | Indicado                            | Resultado |
| ---- | -------------------------------------- | ----------------------------------- | ----------------------------------- | --------- |
| 2023 | 22º Grande Prêmio do Cinema Brasileiro | Melhor Série Brasileira de Animação | Vamos Brincar com a Turma da Mônica | Venceu    |